# Čeluga
Čeluga (cyr. Челуга) – wieś w Czarnogórze, w gminie Bar. W 2011 roku liczyła 1481 mieszkańców.